# International Cinephile Society
L'International Cinephile Society est une organisation en ligne de critiques de films professionnels et de journalistes du monde entier
. Fondée en 2003, elle compte environ 100 membres, parmi lesquels Mike D'Angelo, Justin Chang (Los Angeles Times) et Stephanie Zacharek (Time).
Dirigée par Cédric Succivalli, l'organisation honore chaque année le cinéma américain et international. Ses nominations ont été notées pour être différentes des soumissions d'autres récompenses, telles que les Oscars[réf. nécessaire]. Leurs annonces annuelles ont été couvertes par Variety, IndieWire et Screendaily[réf. nécessaire].

## Catégories de récompense
- Meilleur film / Top 10 des meilleurs films (Best Picture)
- Meilleur réalisateur (Best Director)
- Meilleur film en langue étrangère (Best Foreign Language Film)
- Meilleur acteur (Best Actor)
- Meilleure actrice (Best Actress)
- Meilleur acteur dans un second rôle (Best Supporting Actor)
- Meilleure actrice dans un second rôle (Best Supporting Actress)
- Meilleur scénario original (Best Original Screenplay)
- Meilleur scénario adapté (Best Adapted Screenplay)
- Meilleure photographie (Best Cinematography)
- Meilleur montage (Best Editing)
- Meilleure direction artistique (Best Production Design)
- Meilleure musique originale (Best Original Score)
- Meilleure distribution (Best Ensemble)
- Meilleur film d'animation (Best Animated Film)
- Meilleur documentaire (Best Documentary)
- Meilleure révélation (Best Breakthrough Performance)

## Palmarès 2005

### Meilleure direction artistique
- Les Désastreuses Aventures des orphelins Baudelaire (Lemony Snicket's A Series of Unfortunate Events) – Rick Heinrichs

## Palmarès 2006

### Top 10 des meilleurs films
1. Le Secret de Brokeback Mountain (Brokeback Mountain)
2. 2046
3. A History of Violence
4. Le Nouveau Monde (The New World)
5. Good Night and Good Luck
6. Truman Capote (Capote)
7. Junebug
8. The Constant Gardener
9. Downfall
10. Munich

### Meilleur réalisateur
- David Cronenberg pour A History of Violence

### Meilleur acteur dans un second rôle
- William Hurt pour le rôle de Richie Cusack dans A History of Violence

### Meilleur scénario adapté
- A History of Violence – Josh Olson

## Palmarès 2013

### Meilleure direction artistique
- Prometheus – Arthur Max

## Palmarès 2016

### Meilleur acteur
- Gaspard Ulliel (Saint Laurent)
- Géza Röhrig (Le Fils de Saul)
- Christopher Abbott (James White)
- Jacob Tremblay (Room)
- Samuel L. Jackson (Les Huit Salopards)